# Nagy Konrád
Nagy Konrád (Debrecen, 1992. március 26. –) rövid- és nagypályás gyorskorcsolyázó.

## Élete

### Magánélete
Korosztályos magyar bajnok volt kerékpározásban és nemzetközi versenyeken is szépen szerepelt. Hatéves korában tanult meg korcsolyázni a nagyerdei műjégpályán, édesapja tanította bátyjával, majd hobbiszinten a jégkoronggal is megpróbálkozott. 2006-ban testnevelő tanára javaslatára elindult a megyei diákolimpián, ahol a megyei selejtező után az országos döntőt is megnyerte. Két évvel később már a válogatott tagja. 2010-től Budapesten edz a nemzeti csapattal. Az Óbudai Egyetem villamosmérnöki szakán folytatja tanulmányait.

### Sportkarrierje
A 2009-es Sherbrooke-i junior világbajnokságon – az elődöntő futamában – negyedik lett a váltóval, s annak ellenére is a verseny magával ragadó hangulata maradt meg az emlékezetében, hogy ő a könyökét törte, majd a 2010-es junior világbajnokság 3000 méteres számában a tizedik helyen zárt.
2014 januárjában, a norvégiai Hamarban rendezett gyorskorcsolyázók összetett Európa-bajnokságán 500 méteren 37,460 másodperces idővel, míg 5000 méteren 6:42,06 perccel végzett egyformán a 21. helyen, 1 500 méteren a 14. hely zárt, ugyanakkor 10 000 méteren nem sikerült a legjobb nyolc közé bekerülnie, így összetettben a 22. helyet szerezte meg.
A 2014. évi téli olimpián 1500 méteren 26. volt.
A 2015-ös összetett Európa-bajnokságon a 16., a világbajnokságon 21. helyen végzett.
A 2016-os összetett Európa-bajnokságon a 16. volt. Az egyetemi világbajnokságon 1500 méteren első helyen végzett.
A 2018. évi téli olimpián 1500 méteren 29., 1000 méteren 21. lett.

## Legjobb időeredményei
| Táv    | Idő      | Dátum             | Helyszín | Esemény          | Megjegyzés |
| ------ | -------- | ----------------- | -------- | ---------------- | ---------- |
| 500 m  | 43,881   | 2011. október 28. | Saguenay | világkupa        |            |
| 1000 m | 1:27,892 | 2012. október 21. | Calgary  | világkupa        |            |
| 1500 m | 2:15,287 | 2012. október 19. | Calgary  | világkupa        |            |
| 3000 m | 5:29,586 | 2010. március 14. | Budapest | magyar bajnokság |            |

## Eredmények
| rendezvény                               | helyezés       | helyezés | helyezés  | helyezés  | helyezés                   | helyezés                   | helyezés             | helyezés             |
| rendezvény                               | összetett- ben | 500 m-en | 1000 m-en | 1500 m-en | 1500 m-es szuper- döntőben | 3000 m-es szuper- döntőben | 3000 m-es váltó- ban | 5000 m-es váltó- ban |
| ---------------------------------------- | -------------- | -------- | --------- | --------- | -------------------------- | -------------------------- | -------------------- | -------------------- |
| Magyar Junior Bajnokság, Budapest, 2007  |                |          |           |           |                            |                            |                      |                      |
| 17. Alta Valtellina Trophy, Bormio, 2008 | 14.            | 11.      | 19.       | 15.       | –                          |                            |                      |                      |
| junior világbajnokság, Sherbrooke, 2009  | –              | –        | –         | –         | –                          |                            | 6.                   |                      |
| Magyar Junior Bajnokság, Budapest, 2009  |                |          |           |           |                            |                            |                      |                      |
| Magyar Bajnokság, Budapest, 2009         | 6.             | 5.       | 5.        | 5.        |                            | 5.                         |                      |                      |
| 18. Alta Valtellina Trophy, Bormio, 2009 | 8.             | 6.       | 18.       | 5.        | –                          |                            |                      |                      |
| junior világbajnokság, Tajpej, 2010      | 30.            | 43.      | 25.       | 28.       | –                          |                            | 10.                  |                      |
| Magyar Junior Bajnokság, Budapest, 2010  |                |          |           |           |                            |                            |                      |                      |
| Magyar Bajnokság, Budapest, 2010         |                | 4        | 7         | 6         |                            |                            |                      |                      |
| Magyar Bajnokság, Budapest, 2011         | 6.             | 4.       | 8.        | 4.        |                            | 8.                         |                      |                      |
| Magyar Junior Bajnokság, Budapest, 2011  |                |          |           |           |                            |                            |                      |                      |
| 20. Alta Valtellina Trophy, Bormio, 2011 | 18.            | 22.      | 14.       | 14.       |                            | –                          |                      |                      |
| Magyar Bajnokság, Budapest, 2011         | 4.             | 7.       | 4.        | 4.        |                            | 6.                         |                      |                      |
| világkupa, Calgary, 2012                 |                | –        | 33.       | 33.       |                            |                            |                      | 10.                  |
| világkupa, Montréal, 2012                |                | –        | 45.       | 36.       |                            |                            |                      | –                    |
| 21. Alta Valtellina Trophy, Bormio, 2012 | 36.            | 40.      | 32.       | 23.       |                            | –                          |                      |                      |
| világkupa, Nagoja, 2012                  |                | –        | –         | 35.       |                            |                            |                      | –                    |
| világkupa, Sanghaj, 2012                 |                | –        | 28.       | 26.       |                            |                            |                      | –                    |
| világkupa, Szocsi, 2013                  |                | –        | 28.       | 46.       |                            |                            |                      | 12.                  |

## Díjai, elismerései
- Az év magyar gyorskorcsolyázója (2014,[15] 2015,[16] 2016,[17] 2017,[18] 2018[19])